# Callobius pictus
Espèce
Synonymes
- Amaurobius pictus Simon, 1885
- Callobius melanus Chamberlin, 1947
- Callobius subnomeus Chamberlin, 1947

Callobius pictus est une espèce d'araignées aranéomorphes de la famille des Amaurobiidae.

## Distribution
Cette espèce se rencontre aux États-Unis en Californie, en Oregon, au Washington, en Idaho et en Alaska et au Canada en Colombie-Britannique,.

## Description
Le mâle syntype mesure 9 mm et la femelle syntype 12,5 mm.

## Systématique et taxinomie
Cette espèce a été décrite sous le protonyme Amaurobius pictus par Simon en 1885. Elle est placée dans le genre Callobius par Chamberlin en 1947.
Callobius melanus et Callobius subnomeus ont été placées en synonymie par Leech en 1972.

## Publication originale
- Simon, 1885 : « Note sur les Amaurobius de l'Amérique du Nord. » Bulletin de la Société Zoologique de France , vol. 9, p. 318-320 (texte intégral).